# Fero47

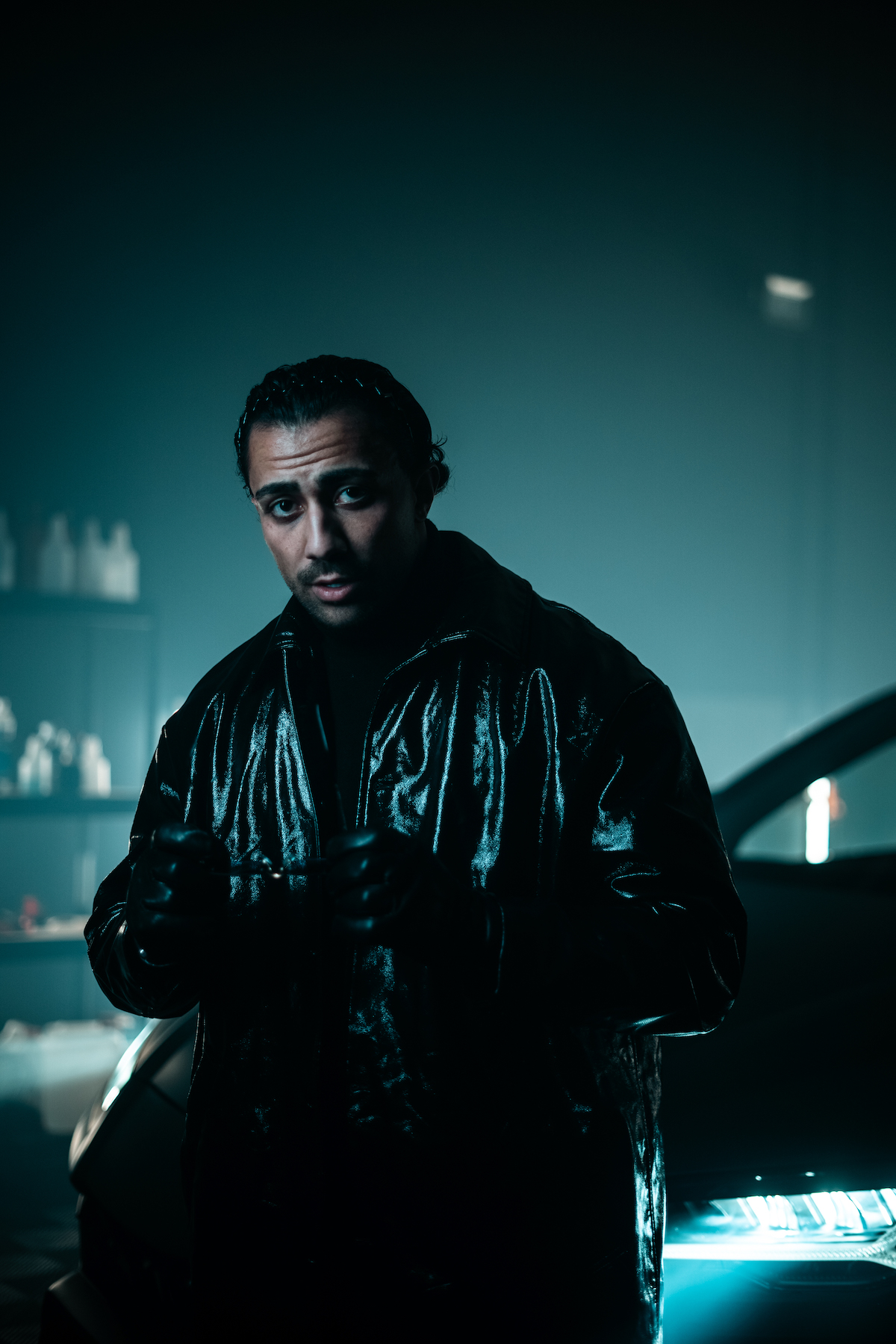
Fero47 (2023)

Fero47 (* 16. Mai 1998 in Bad Pyrmont; bürgerlich Ferhat Tuncel) ist ein deutscher Rapper mit kurdischen Wurzeln.

## Leben
Fero47 wuchs in Niedersachsen auf. Seine Familie stammt aus der südosttürkischen Provinz Mardin (Midyat), woher auch die 47 in seinem Künstlernamen rührt. 2015 zog er nach Frankfurt am Main um. Seine musikalischen Einflüsse stammten zu dieser Zeit vor allem aus Frankreich. Inspiriert davon, begann er im Alter von 15 Jahren, kleine Handyvideos von sich beim Rappen aufzunehmen, die er zunächst auf Facebook und später auf Instagram veröffentlichte. Bis 2018 konnte er sich so auf Instagram eine knapp 150.000 Follower große Fanbase aufbauen.
Am 11. Januar 2019 erschien mit Jaja die Debütsingle von Fero, erreichte Platz 8 und hielt sich insgesamt 16 Wochen in den deutschen Singlecharts. Für mehr als 40 Millionen Streams wurde der Song in Deutschland und auch in der Schweiz mit Goldstatus ausgezeichnet. Die Single basiert auf dem Sampling von Justin Timberlakes Hit Cry Me a River und wurde von SiNCH und Typhoon produziert. Das dazugehörige Musikvideo wurde von Dominic Witt gedreht. Am Tag des Releases der Single gab Epic Records (Sony Music Entertainment) bekannt, Fero47 unter Vertrag genommen zu haben.
Auch die anschließende Single Puerto Rico schaffte es in Deutschland und Österreich in die Top Ten und wurde in der Schweiz erneut mit Gold ausgezeichnet. Der im Anschluss veröffentlichte Song Nenene erreichte erneut Platz 8 der deutschen Singlecharts. Im selben Jahr absolvierte der Rapper Auftritte beim Wireless Festival und dem Openair Frauenfeld in der Schweiz. Am Ende des Jahres erschien mit 47 das Debütalbum von Fero47, das von SiNCH, Typhoon, X-Plosive, Abaz, Lucry, Cheeka und Kilian & Jo produziert wurde.
Nach der Veröffentlichung des Albums legte Fero47 eine künstlerische Schaffenspause von gut drei Jahren ein. Im Anschluss meldete er sich mit neuen Solosingles, aber auch Zusammenarbeiten mit Bojan, Ra’is und Azzi Memo zurück. Die Single Wie im Traum mit Ardian Bujupi stieg auf Platz 15 der deutschen Singlecharts ein und wurde in der Schweiz mit Gold ausgezeichnet. Auf die Single Jack Daniels soll im Jahr 2024 ein neues, noch unbetiteltes Album folgen.

## Musikstil
Fero47 legt vor allem Wert auf den Flow. Sein Rapstil ist geprägt von „gesungenen Hooks, deren Klangästhetik und Melodik an die im kurdischsprachigen Raum traditionellen wie populären Gesangsformen erinnern, diesbezüglich dem Kehlkopf eine gesonderte Rolle für stimmhafte Bildung von Lauten zuteilwird (sic!)“. David Baldysiak von laut.de attestiert Fero47 „eine Stimme, mit der er sich von der Masse abhebt.“ und laut bigFM hat Fero47 sich innerhalb kürzester Zeit „vom Instagram-Star zum waschechten Künstler“ entwickelt.

## Diskografie

### Studioalben
| Jahr | Titel | Höchstplatzierung, Gesamtwochen, AuszeichnungChartplatzierungen (Jahr, Titel, Platzierungen, Wochen, Auszeichnungen, Anmerkungen) | Höchstplatzierung, Gesamtwochen, AuszeichnungChartplatzierungen (Jahr, Titel, Platzierungen, Wochen, Auszeichnungen, Anmerkungen) | Höchstplatzierung, Gesamtwochen, AuszeichnungChartplatzierungen (Jahr, Titel, Platzierungen, Wochen, Auszeichnungen, Anmerkungen) | Anmerkungen                             |
| Jahr | Titel | DE | AT | CH | Anmerkungen                             |
| ---- | ----- | --- | --- | --- | --------------------------------------- |
| 2019 | 47    | DE22 (1 Wo.)DE | AT67 (1 Wo.)AT | CH53 (1 Wo.)CH | Erstveröffentlichung: 13. Dezember 2019 |

### Singles
| Jahr | Titel Album      | Höchstplatzierung, Gesamtwochen, AuszeichnungChartplatzierungen (Jahr, Titel, Album, Platzierungen, Wochen, Auszeichnungen, Anmerkungen) | Höchstplatzierung, Gesamtwochen, AuszeichnungChartplatzierungen (Jahr, Titel, Album, Platzierungen, Wochen, Auszeichnungen, Anmerkungen) | Höchstplatzierung, Gesamtwochen, AuszeichnungChartplatzierungen (Jahr, Titel, Album, Platzierungen, Wochen, Auszeichnungen, Anmerkungen) | Anmerkungen                                               |
| Jahr | Titel Album      | DE | AT | CH | Anmerkungen                                               |
| ---- | ---------------- | --- | --- | --- | --------------------------------------------------------- |
| 2019 | Jaja 47          | DE8 Gold · (16 Wo.)DE | AT17 (12 Wo.)AT | CH35 Gold · (5 Wo.)CH | Erstveröffentlichung: 18. Januar 2019 Verkäufe: + 210.000 |
| 2019 | Puerto Rico 47   | DE7 (9 Wo.)DE | AT8 (7 Wo.)AT | CH17 Gold · (5 Wo.)CH | Erstveröffentlichung: 29. März 2019 Verkäufe: + 10.000    |
| 2019 | Nenene 47        | DE8 (7 Wo.)DE | AT13 (4 Wo.)AT | CH25 (3 Wo.)CH | Erstveröffentlichung: 7. Juni 2019                        |
| 2019 | Money –          | DE45 (3 Wo.)DE | — | — | Erstveröffentlichung: 21. Juni 2019 feat. Kazad           |
| 2019 | Amphetamin –     | DE62 (1 Wo.)DE | — | — | Erstveröffentlichung: 19. Juli 2019 mit Aribeatz & YL     |
| 2019 | Schau mich an 47 | DE14 (5 Wo.)DE | AT31 (3 Wo.)AT | CH57 (1 Wo.)CH | Erstveröffentlichung: 20. September 2019                  |
| 2019 | 47               | DE40 (3 Wo.)DE | AT64 (1 Wo.)AT | — | Erstveröffentlichung: 1. November 2019                    |
| 2019 | Désolé 47        | DE25 (3 Wo.)DE | AT63 (1 Wo.)AT | CH75 (1 Wo.)CH | Erstveröffentlichung: 29. November 2019                   |
| 2020 | Anders –         | DE27 (4 Wo.)DE | AT56 (1 Wo.)AT | — | Erstveröffentlichung: 15. Mai 2020                        |
| 2020 | Glück –          | DE41 (1 Wo.)DE | — | — | Erstveröffentlichung: 26. Juni 2020                       |
| 2020 | Alles Cool –     | DE— aDE | — | — | Erstveröffentlichung: 23. Juli 2020                       |
| 2021 | V12 –            | DE— bDE | — | — | Erstveröffentlichung: 5. Februar 2021                     |
| 2021 | Swiss Feelings – | DE— cDE | — | — | Erstveröffentlichung: 9. April 2021                       |
| 2021 | Wieder mal –     | — | — | — | Erstveröffentlichung: 7. Mai 2021                         |
| 2021 | Heimweh –        | DE83 (1 Wo.)DE | — | — | Erstveröffentlichung: 8. Oktober 2021 mit Ra’is           |
| 2022 | Rolls Royce –    | DE— dDE | — | — | Erstveröffentlichung: 21. Januar 2022                     |

### Gastbeiträge
| Jahr | Titel Album          | Höchstplatzierung, Gesamtwochen, AuszeichnungChartplatzierungen (Jahr, Titel, Album, Platzierungen, Wochen, Auszeichnungen, Anmerkungen) | Höchstplatzierung, Gesamtwochen, AuszeichnungChartplatzierungen (Jahr, Titel, Album, Platzierungen, Wochen, Auszeichnungen, Anmerkungen) | Höchstplatzierung, Gesamtwochen, AuszeichnungChartplatzierungen (Jahr, Titel, Album, Platzierungen, Wochen, Auszeichnungen, Anmerkungen) | Anmerkungen                                                                         |
| Jahr | Titel Album          | DE | AT | CH | Anmerkungen                                                                         |
| ---- | -------------------- | --- | --- | --- | ----------------------------------------------------------------------------------- |
| 2019 | Wie im Traum –       | DE15 (11 Wo.)DE | AT27 (7 Wo.)AT | CH37 Gold · (3 Wo.)CH | Erstveröffentlichung: 26. April 2019 Verkäufe: + 10.000; Ardian Bujupi feat. Fero47 |
| 2021 | Pop Smoke Babylon II | DE78 (1 Wo.)DE | — | — | Erstveröffentlichung: 12. Februar 2021 Play69 feat. Fero47                          |

## Auszeichnungen für Musikverkäufe
Anmerkung: Auszeichnungen in Ländern aus den Charttabellen bzw. Chartboxen sind in ebendiesen zu finden.
| Land/RegionAuszeichnungen für Musikverkäufe (Land/Region, Auszeichnungen, Verkäufe, Quellen) | Gold     | Platin | Verkäufe | Quellen           |
| -------------------------------------------------------------------------------------------- | -------- | ------ | -------- | ----------------- |
| Deutschland (BVMI)                                                                           | Gold1    | —      | 200.000  | musikindustrie.de |
| Schweiz (IFPI)                                                                               | 3× Gold3 | —      | 30.000   | hitparade.ch      |
| Insgesamt                                                                                    | 4× Gold4 | —      |          |                   |